# Opel 9/25 PS
Der Opel 9/25 PS war ein PKW der oberen Mittelklasse, den die Adam Opel KG von 1916 bis 1922 als Nachfolger des Modells 8/22 PS baute.

## Geschichte und Technik
Der 9/25 PS hatte einen größeren Motor als sein Vorgänger 8/22 PS. Es war ein seitengesteuerter Vierzylinder-Reihenmotor mit 2332 cm³ Hubraum, der 28 PS (20,6 kW) bei 1600/min. leistete. Die Motorleistung wurde über eine Lederkonuskupplung, ein manuell zu schaltendes Vierganggetriebe und eine Kardanwelle an die Hinterachse weitergeleitet. Damit erreichte der Wagen eine Höchstgeschwindigkeit von 65 km/h.
Der Stahl-Längstägerrahmen hatte Hilfsrahmen zur Aufnahme der beiden Starrachsen, die an halbelliptischen Längsblattfedern aufgehängt waren. Die Betriebsbremse war als Bandbremse ausgeführt und wirkte auf die Getriebeausgangswelle.
Der 9/25 PS war als zweisitziger Phaeton, viersitziger Tourenwagen, viertürige Pullman-Limousine und als spezielles Landaulet mit dem Charakter eines Doppelphaetons erhältlich.
1922 endete die Produktion des 9/25 PS und die neuen Modelle 9/30 PS und 10/30 PS ersetzten ihn.